# Nelli Berg
Nelli Emilia Berg-Väänänen (23 luglio 1985) è una politica ed ex calciatrice finlandese.
Ha giocato prevalentemente nel campionato finlandese femminile di calcio, per quasi tutta la carriera nel Kuopion MimmiFutis (KMF), squadra dove il padre, Teppo Berg, ne è stato per lungo tempo presidente, e dove ha condiviso la maglia con le sorelle Neea e Ninni, tranne la parentesi con la Reggiana, nel campionato italiano.

## Carriera sportiva
Berg-Väänänen fu una delle giocatrici più significative della squadra titolare del Kuopion MimmiFutis fino a quando, nell'autunno del 2007, coglie l'occasione per giocare per la prima (e unica) volta in carriera in un campionato estero, quello italiano, prima calciatrice e sesto calciatore in assoluto di nazionalità finlandese a giocare in Italia, sottoscrivendo un accordo con la Reggiana per la stagione 2007-2008. Rimane con la società di Reggio nell'Emilia fino al termine del campionato, contribuendo a far raggiungere alla squadra il sesto posto in Serie A e i quarti di finale di Coppa Italia, congedandosi con un tabellino personale di sette presenze e due reti segnate in campionato.
Terminati gli obblighi con la Reggiana decide di tornare in Finlandia indossando nuovamente la maglia del KMF, ottenendo inoltre la fascia di capitano, nella seconda parte del campionato di Naisten Liiga 2008, torneo concluso con 43 punti al terzo posto, primo significativo piazzamento per la società di Kuopio, terzo posto raggiunto anche il campionato successivo. Berg-Väänänen rimane con la società fino al termine della stagione 2011, anno della sua retrocessione in Naisten Ykkönen.
Dopo un anno, il 2012, nel quale rimane senza alcun contratto, nel 2013 trova un accordo con il Pallokissat.

## Carriera politica
Berg-Väänänen alterna la professione di educatore infermieristico, alla carriera politica. Durante le elezioni municipali del 2008 venne eletta nel consiglio comunale di Kuopio per la lista del Partito di Coalizione Nazionale (Kansallinen Kokoomus, Kok). Nel 2009 era il secondo membro più giovane del consiglio. Nelle elezioni parlamentari del 2011, si presentò come candidata al parlamento per il suo partito nel distretto del Savo Settentrionale. Berg-Väänänen si candidò nuovamente alle elezioni parlamentari del 2015 nel distretto di Savo-Karel.